# Marie-Josée Jacobs
Marie-Josée Jacobs (Marnach, 22 de gener de 1950) és una política luxemburguesa, militant del Partit Popular Social Cristià (CSV) i de la Federació de Sindicats Cristians Luxemburguesos (LCGB). L'any 1984 es va convertir en membre electe de la Cambra de Diputats de Luxemburg. Des de 1992 ha treballat al gabinet del Ministeri de Família, Integració i Igualtat d'Oportunitats de Luxemburg.

## Condecoracions
- 2005: Gran Creu de l'Orde de l'Infant Dom Henrique (Portugal)